# Барган Микола
Барган Микола - (6.04.1890, с. Ляхівці, тепер с. Підгір’я Богородчанського р-ну Івано-Франківської області — після 10.02.1926 - дата смерті невідома) - український військовослужбовець, канцелярійний помічник адвоката Михайла Новаківського (м. Богородчани, 1913 — 1914), комендант кулеметної чоти й сотні УГА (1919 — 1920); військове звання — підхорунжий УСС, старшина УГА та Армії УНР.
Відповідно до українського законодавства є борцем за незалежність України у XX столітті.

## Біографія
Микола Барган закінчив Станіславську гімназію (роки навчання: 1903 — 1910). Брав участь у боях проти росіян, поляків та російських більшовиків. У “Curriculum vitae” зазначав: 
“В 1920 році з групою генерала Кравса перейшов на територію ЧСР. Був у таборі в Ліберці, а опісля в Йожефові, де в році 1921 зложив іспит поштово-телеграфний. В році 1924 був слухачем однорічного кооперативного курсу, а в році 1924 — 1925 зложив іспит зрілости класичної гімназії з вислідом “всіми голосами зрілий”. В році 1919 одружився з панною Євгенією Курман, дочкою управителя школи, та й досі живу з дружиною в українському таборі в Йожефові”.
10 лютого 1926 року Микола Барган був зарахований студентом (без стипендії) на економічно-кооперативний відділ УГА. Одначе оскільки більше документів в його особовій справі в УГА немає, можна припустити, що через брак коштів Микола Барган був змушений залишити навчання.
Подальша доля невідома.